# Guillermo Söhnlein
Guillermo Söhnlein (nacido el 18 de mayo de 1966) es un emprendedor social estadounidense nacido en Argentina con intereses especiales en la comercialización del espacio exterior y la exploración de los océanos del mundo. En 2009 cofundó OceanGate con Stockton Rush. Söhnlein dejó la empresa en 2013, manteniendo una participación minoritaria.

## Biografía
Guillermo Söhnlein nació en Buenos Aires, Argentina, en 1966. Emigró a los Estados Unidos en 1972 con su familia, donde se establecieron en San José, California. Asistió a la escuela secundaria St. Francis en Mountain View. Se convirtió en ciudadano naturalizado de los Estados Unidos en 1986. Se graduó en diciembre de 1989 de la Universidad de California en Berkeley con una licenciatura en economía. En mayo de 1995 obtuvo un doctorado en derecho de la Facultad de Derecho Hastings de la Universidad de California en San Francisco, donde fue editor en jefe de la revista West-Northwest Journal of Environmental Law and Policy(Revista Oeste-Noroeste de Derecho y Política Ambiental).
De 1995 a 1999, sirvió en el Cuerpo de Marines de los Estados Unidos, alcanzando el rango de Capitán.
En 2011, Söhnlein fue aceptado como miembro del Opus Novum, un grupo comprometido con una conducta profesional guiada por los Siete Principios.

## Carrera profesional
En 1998, Söhnlein cofundó Milo, una empresa de tecnología de reconocimiento de voz que fue adquirida por Voxeo en 2001.
Después de mudarse a la región del norte de Virginia en las afueras de Washington D. C., trabajó con varias empresas emergentes de tecnología, y asesoró a varios grupos de inversión relacionados con la tecnología, incubadoras y agencias de desarrollo económico. y dio charlas frecuentes sobre el campo.

## Empresas de comercialización espacial
En 2003, Söhnlein fundó la Asociación Internacional de Empresarios Espaciales (IASE), que es una organización sin fines de lucro creada para incentivar a empresarios exitosos en otras industrias a iniciar empresas tecnológicas de alto crecimiento y empresas relacionadas con la industria aeroespacial. El grupo creció de 5 personas a casi 1500 personas en todo el mundo. En 2010, la comunidad en línea se transfirió a la Space Frontier Foundation para un crecimiento continuo e IASE se disolvió oficialmente.
En 2006, fundó Space Angels Network, un grupo de inversores ángeles con fines de lucro para empresas aeroespaciales en etapa inicial. Los miembros fundadores incluyeron a Esther Dyson, Stephen Fleming, David S. Rose y Ed Tuck. En abril de 2007, Burton Lee se unió como cofundador y los dos dirigieron los foros de empresas aeroespaciales del grupo que mostraban empresas empresariales para posibles inversores. En 2010, Joe Landon asumió el cargo de director gerente y, bajo su liderazgo, el grupo anunció sus primeros cuatro acuerdos de inversión durante 2011–2012. A principios de 2013, el grupo constaba de aproximadamente 30 miembros inversores que vivían en los Estados Unidos y Europa y más de 100 empresas jóvenes que habían solicitado financiación.

## Empresas de exploración oceánica
En 2009, Söhnlein cofundó OceanGate con Stockton Rush, una empresa que proporciona sumergibles tripulados para aguas profundas. Posee y opera el Antipodes un sumergible tripulado por cinco personas con una clasificación de profundidad de 305 metros (1000 pies) y cúpulas acrílicas hemisféricas gemelas de 58 "a proa y popa en su casco cilíndrico. Durante 2010-2012, ayudó a organizar cinco expediciones de exploración submarina a la isla de Santa Catalina en California, Puget Sound en Washington, la bahía de Monterey (dos veces) en California y Miami en Florida.
En 2010, relanzó el Comité de Exploración Oceánica de la Sociedad de Tecnología Marina, una asociación de membresía sin fines de lucro que apoya a estudiantes y profesionales de la industria en campos relacionados con el mar.
En 2011, cofundó la Fundación OceanGate, ahora ExploreOcean, una organización sin fines de lucro que lleva a cabo programas de extensión en sumergibles tripulados.
En 2013, fundó Blue Marble Exploration, que organizó expediciones de alto perfil para explorar los océanos en sumergibles tripulados.

## Conexiones mar-espacio
En 2011, fundó Sea-Space Initiative, un proyecto global para brindar colaboración en las industrias oceánica y espacial. El primer programa, lanzado en mayo de 2012, es la Cumbre Mar-Espacio, una serie mundial de talleres solo por invitación.